# Калеман
Калема́н (рос. Калеман) — присілок в Кезькому районі Удмуртії, Росія.
Населення — 7 осіб (2010; 9 в 2002).
Національний склад станом на 2002 рік:
- росіяни — 89 %